# Jardín botánico y zoo de Cincinnati
El Jardín botánico y zoo de Cincinnati, en inglés: The Cincinnati Zoo and Botanical Garden, es un zoológico y arboreto de unas 26,5 hectáreas (65.4 acres) de extensión, ubicado en Cincinnati, Ohio.
Es uno de los más antiguos zoológicos de Estados Unidos. Abrió sus puertas en 1875, sólo 14 meses después que el Zoo de Philadelphia, que abrió el 1 de julio de 1874. "La Casa del Reptil" es el edificio de zoológico más antiguo de los Estados Unidos, que data de 1875.
Fue en este zoológico en el que estuvo expuesto el último ejemplar de paloma migratoria. Una hembra llamada Martha, que murió el 1 de septiembre de 1914. Así mismo albergó el último ejemplar vivo de la cotorra de Carolina que murió en el zoo de Cincinnati el 21 de febrero de 1918.
El zoo es un miembro acreditado del Association of Zoos and Aquariums (AZA), y miembro del World Association of Zoos and Aquariums (WAZA).
Como jardín botánico es miembro del BGCI. Su código de reconocimiento internacional como institución botánica, así como las siglas de su herbario es CINZ.

## Localización
El zoo de Cincinnati se encuentra en el barrio de "Avondale" en el centro de la ciudad de Cincinnati.
The Cincinnati Zoo and Botanical Garden, 3400 calle Vine, Avondale Cincinnati, condado de Hamilton Ohio 4522 Estados Unidos
Planos y vistas satelitales.39°8′42″N 84°30′28.8″O / 39.14500, -84.508000
Está abierto todos los días, se paga tarifa de entrada.

## Colecciones botánicas
El Jardín Botánico del Zoo de Cincinnati es uno de los mejores jardines de exhibición hortícola del país. Las colecciones de plantas son una mezcla única de jardines y exposiciones que muestran la diversidad de las plantas y su relación con los seres humanos y los animales. Más de 3.000 tipos de plantas proporcionan recursos informativos y educativos para todos los aficionados a las plantas.

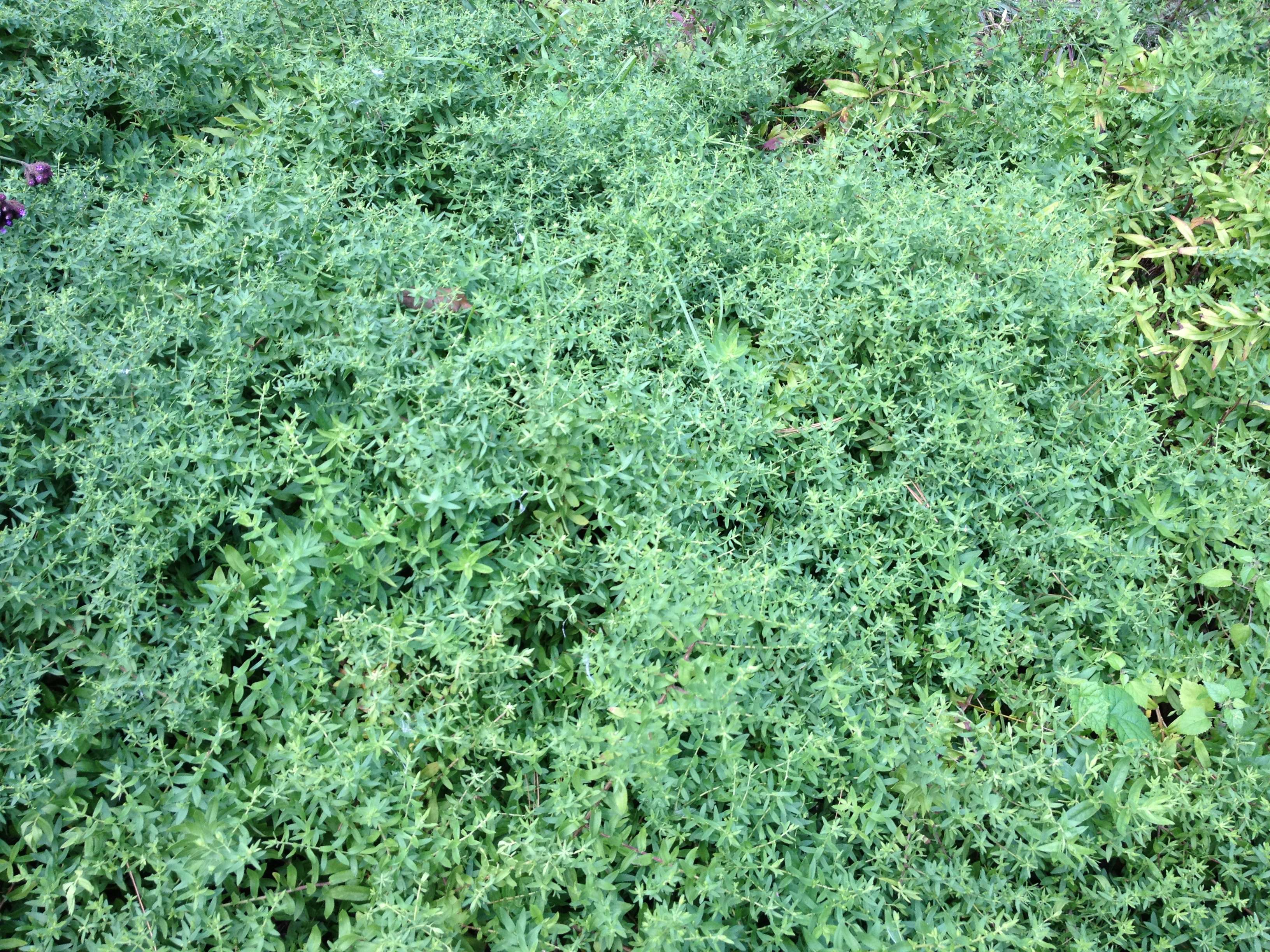
Un ejemplar de Aster oblongifolius.

Explorando el jardín cada temporada ofrece una mirada nueva y cambiante en el paisaje. Brillantes flores de primavera, incluyendo 80.000 tulipanes y miles de árboles con flores y arbustos de transición a un paisaje de verano exuberante. El otoño está adornado con brillantes colores para dar paso a los brillantes colores del invierno en frutas y bayas así como una visión de los majestuosos árboles dispersos por todo el jardín. Una visita al zoológico es una aventura global donde exhibe simular los hábitats naturales de los animales y las plantas.
Explorando el jardín se encuentran plantas de las selvas tropicales, una sabana africana, los pantanos de Florida, la tundra ártica y los bosques nativos americanos del este para nombrar unos pocos jardines temáticos.
La colección de plantas está catalogada en unas 3000 accesiones, con colecciones especiales de bambús, hierbas ornamentales, plantas suculentas de Madagascar, bulbos de primavera.
En las instalaciones correspondientes al jardín botánico tienen para micro propagación de tejidos vegetales.

## Historia

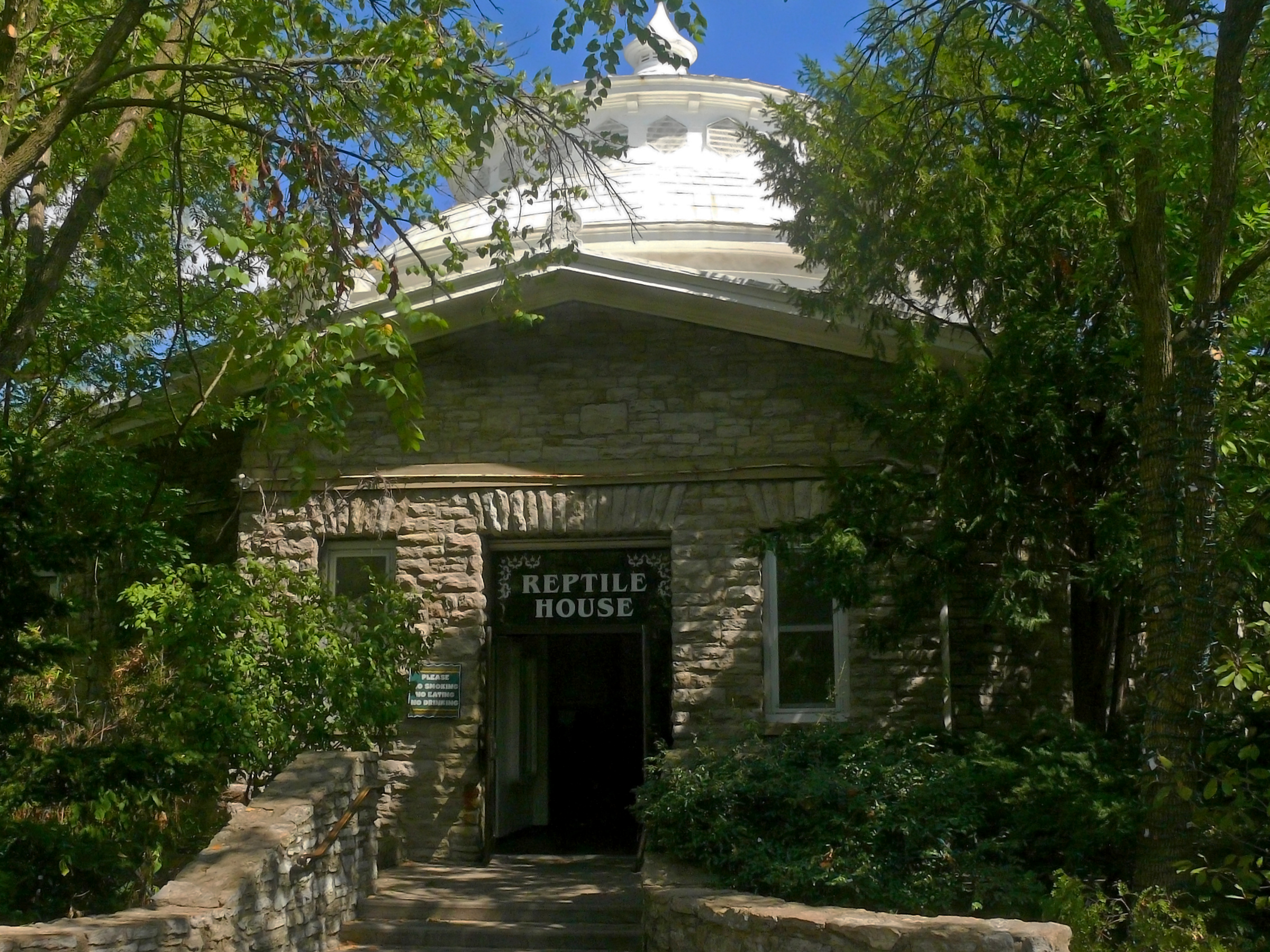
Casa de los Reptiles construida en 1875

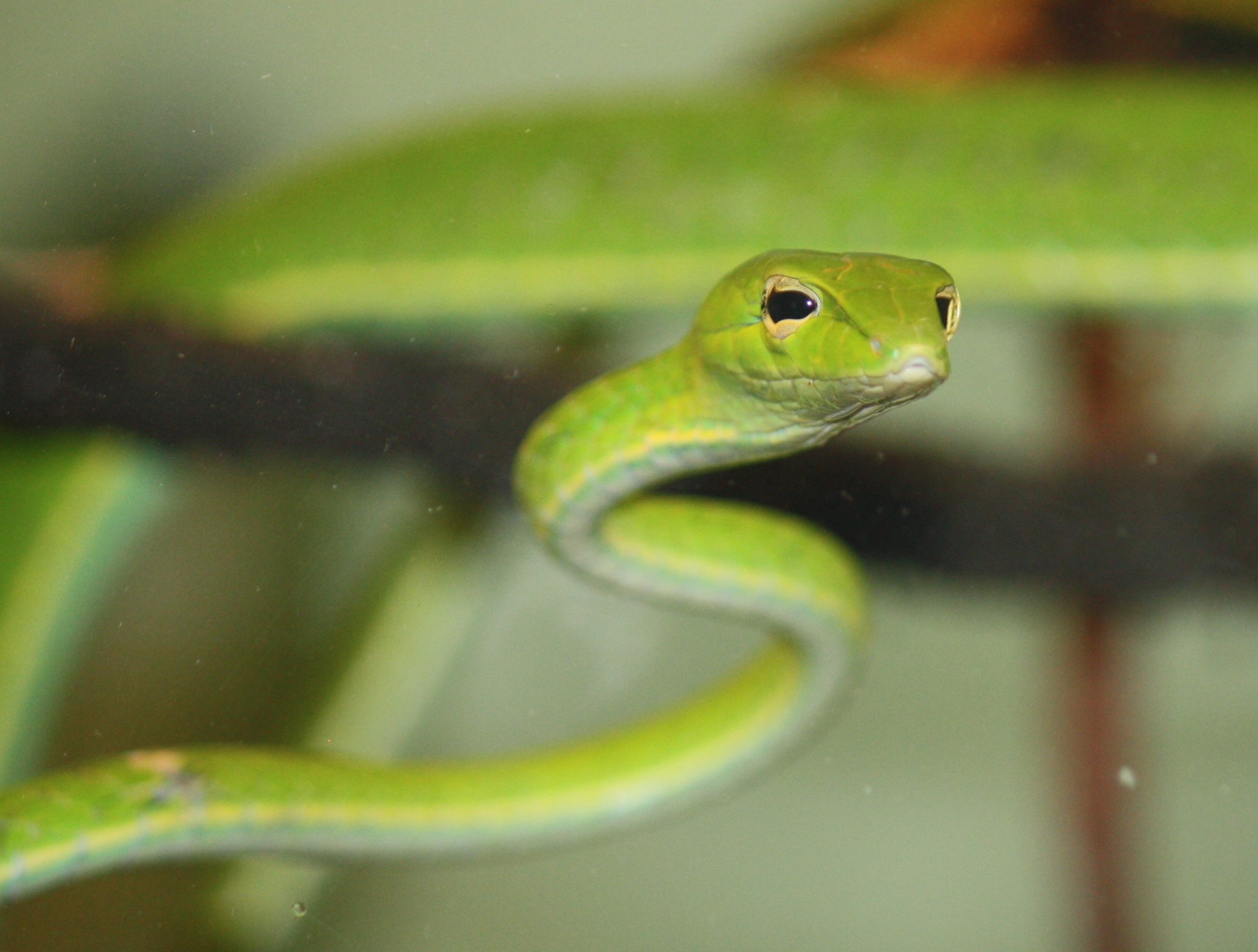
Serpiente asiática.

En 1872, Andrew Erkenbrecher creó la "Society for the Acclimatization of Birds" ("Sociedad para la aclimatación de las Aves") en Cincinnati para adquirir aves insectívoras para controlar un brote grave de orugas. Una colección de unas 1000 aves importadas de Europa se encuentra en Burnet Woods, antes de ser puesto en libertad. La "Sociedad de Aclimatación de Cincinnati" se estableció en 1873 como organizaciones similares con un objetivo imperial que también proliferaron en Moscú, Berlín, Londres y Melbourne, durante el siglo XIX.
La Sociedad Zoológica de Cincinnati estableció un zoológico, que constaba de poco más de sesenta y seis hectáreas de bosque Blakely. El terreno fue comprado por Andrew Erkenbrecher y arrendado a la Sociedad Zoológica durante noventa y nueve años. Este sitio fue adquirido en 1874 y el zoológico abrió oficialmente sus puertas al público el 18 de septiembre de 1875, haciendo del zoológico de Cincinnati y el Jardín Botánico el segundo zoológico más antiguo intencionalmente construido en los Estados Unidos. El zoológico abrió al público con 769 animales en exhibición. La entrada era de 25 céntimos para adultos y 15 céntimos para los niños.
Fundado por Jonathan Schoonover de Cincinnati y diseñado por el arquitecto paisajista Theodor Fundeisen, el zoológico de Cincinnati y el Jardín Botánico fue originalmente llamado el Jardín Zoológico de Cincinnati. El Arquitecto James W. McLaughlin, construyó los primeros edificios del zoológico, siendo la primera muestra zoológica en los Estados Unidos.
La colección original de animales del zoológico constaba de ocho monos, dos osos pardos, ciervos de cola blanca, seis mapaches, dos alces, un bisonte americano, una hiena manchada, un cocodrilo americano, un elefante de circo, un tigre y aves en número de más de cuatrocientas, incluido un cuervo. En sus primeros 20 años, el zoológico experimentó muchas dificultades financieras, a pesar de la venta 22 acres (8,9 ha) para pagar la deuda en 1886, ya que entró en quiebra en 1898. La "Traction Company Cincinnati" lo compró en 1901 y administró el zoológico durante 16 años. En 1917, la Asociación del Parque Zoológico de Cincinnati, financiada por donaciones de filántropos tales como Mary Emery y Anna Sinton Taft, se hizo cargo de la gestión del parque zoológico. En 1932 la ciudad adquirió el zoológico y en la actualidad se administra a través de la Junta de Comisionados del Parque.
En 1987, el zoológico fue designado como "National Historic Landmark" (Monumento Histórico Nacional) por su arquitectura significativa de la que son muestras la Casa del Elefante, la Casa de los Reptiles, y el Memorial de las palomas migratorias. La Casa de los Reptiles del zoológico es el edificio más antiguo de zoo existente en el país, y data de 1875.

## Animales y exhibiciones

### Cazadores nocturnos

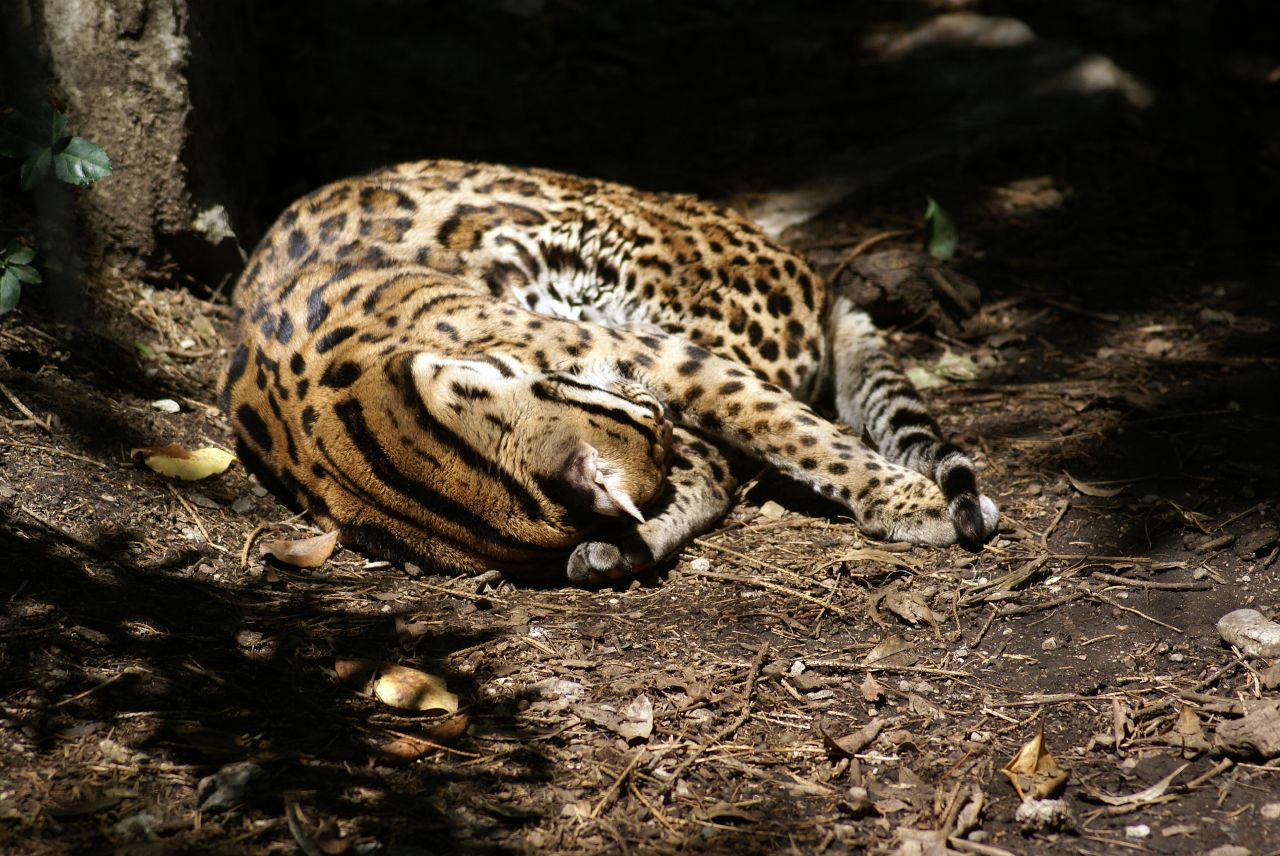
Un Ocelote dormido en su encierro.

Inaugurado en mayo de 2011, "Cazadores Nocturnos" es un área que alberga una gran mayoría de los animales nocturnos, como búho real, cerdo hormiguero, murciélagos vampiro, pitón de Birmania, fénec y fosa, pero también casas de varias especies de gato salvaje, como manules, ocelotes, pantera nebulosa, gato pescador, gato de las arenas y caracales.

### Cañón de los felinos
Inaugurado en el verano de 2012, el "Cañón de los Felinos" es un área que muestra la mayoría de las especies del zoo de grandes felinos, incluyendo leopardo de las nieves, puma, tigre malayo y tigre de Bengala blanco.

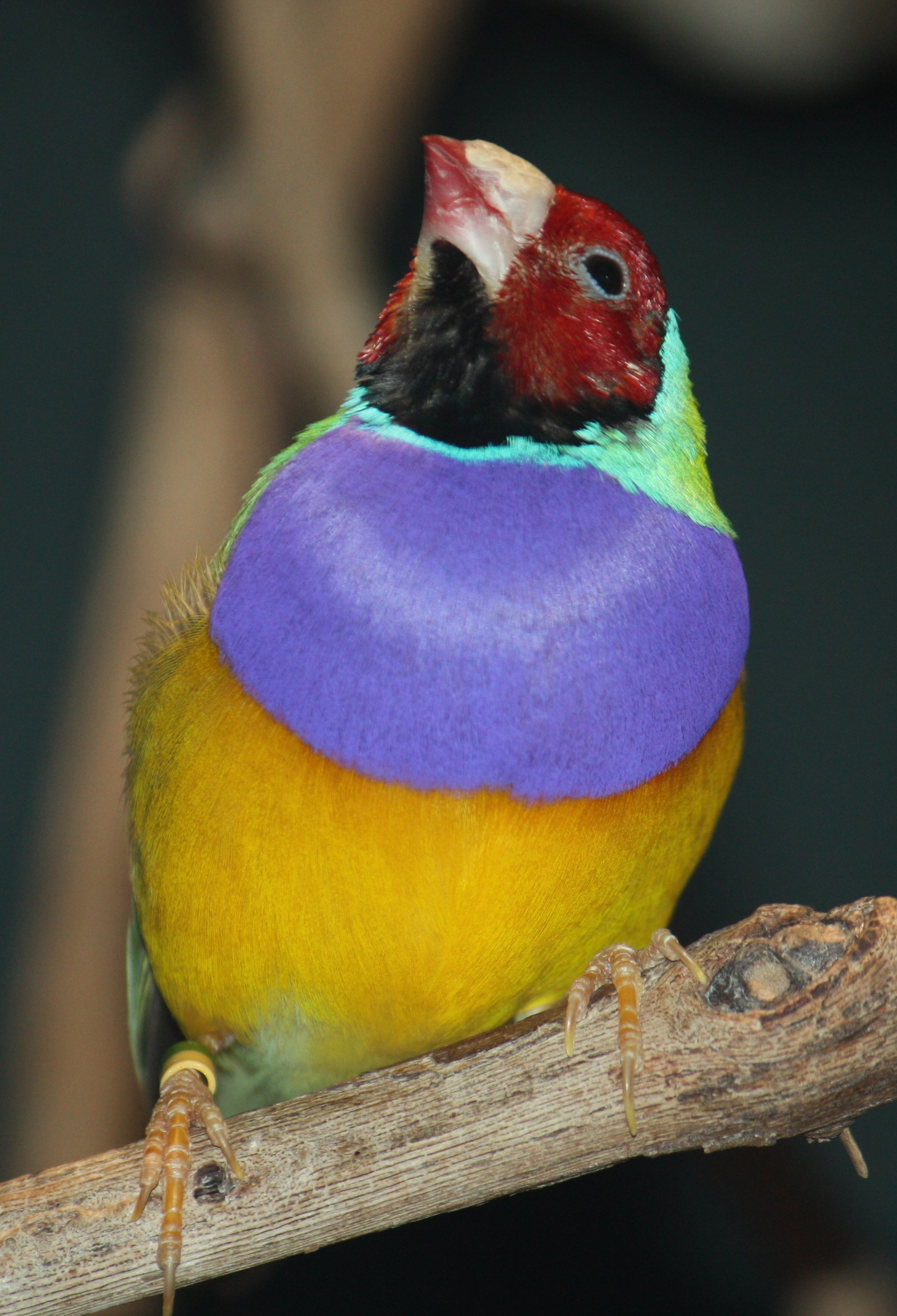
Chloebia gouldiae.

### Territorio Lori
Un recorrido aviario que permite a los visitantes interactuar con Lori arcoiris. Los visitantes también pueden comprar palos con semillas y tazas de néctar para alimentar a los loros. ganso urraco, tardo canelo, Kea, Lori de cabeza negra y gansos del Cabo Barren que viven en la pajarera.

### Zoo de los niños
Un área destinada a los niños, que cuenta con un parque infantil, un pequeño zoológico que alberga animales domésticos tales como alpacas, llamas, vacas, cabras y ovejas, y un criadero de animales en los que varios bebés de animales se mantienen expuestos al público.

### La casa de los reptiles
La Casa de los Reptiles contiene la mayoría de la colección de anfibios y reptiles del zoológico de Cincinnati. Estos incluyen cocodrilo chino, cobra real, tortugas gigantes de las Galápagos, tortuga de las rocas, monstruo de Gila, serpiente de cascabel de Diamondback, víbora rinoceronte, pitón verde de árbol, geko diurno gigante de Madagascar, galápago de La Florida, culebra real de California, saurio de las Islas Salomón, varano azul, salamandra de las cuevas, rana lechera amazónica, salamandra de los manantiales y varios otros.

### Manantial de losManatíes
La exposición principal en este ámbito es el grupo de manatíes de La Florida que alberga el zoológico. El zoológico de Cincinnati participa en un programa de rescate y rehabilitación, en el cuidado de los manatíes rescatados antes de liberarlos de nuevo en su hábitat natural, y desde la apertura de los manantiales de los Manatíes el zoo ha rehabilitado con éxito a diez manatíes. Otros animales que se exhiben en el Manantial de los Manatíes incluyen aligátor del Mississippi, pirañas de vientre rojo, tortuga caimán, anolis ecuestre y varias otras especies de agua dulce.

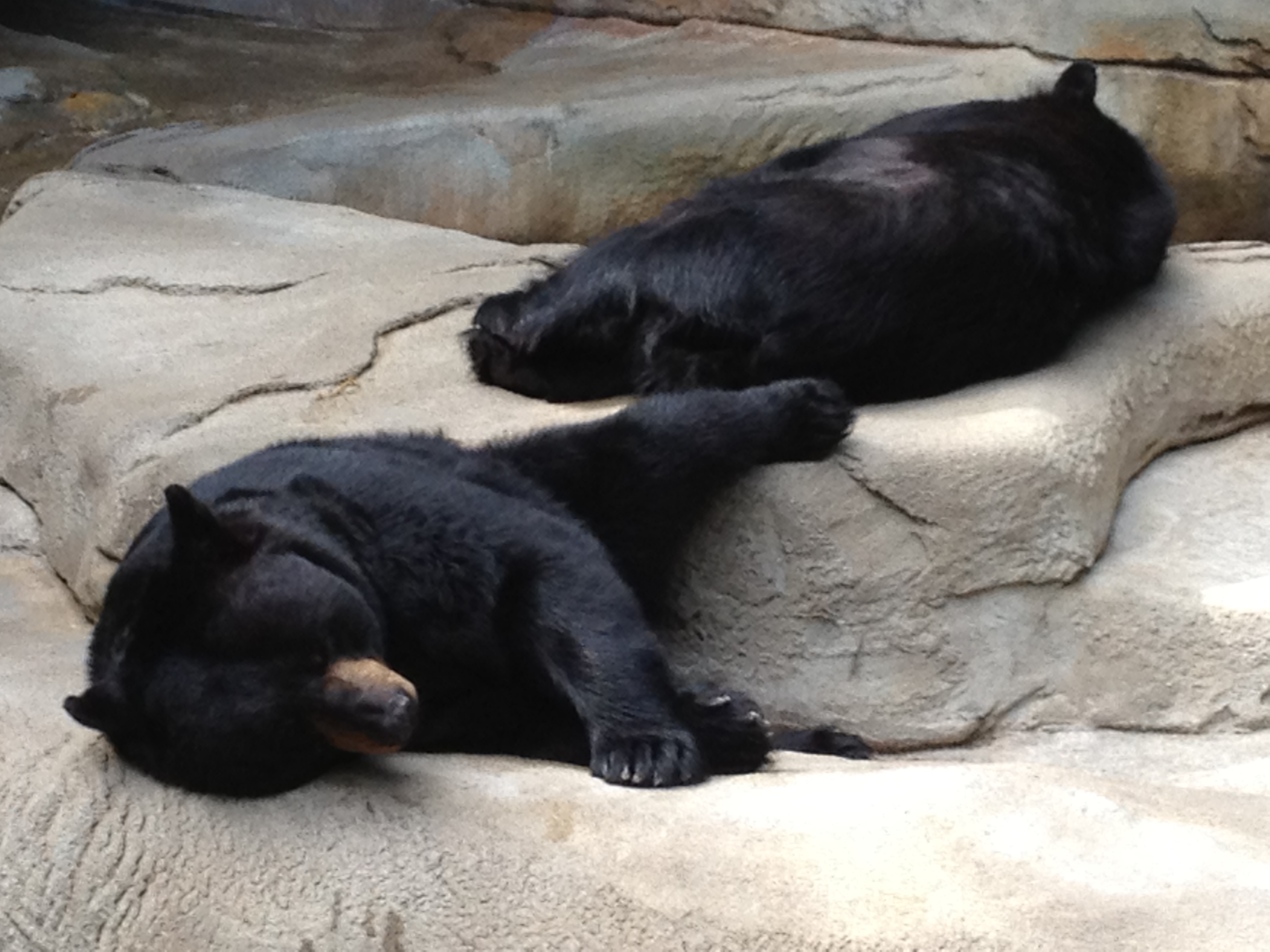
Osos negros relajados.

### Señores del Ártico
La exposición principal de los Señores del Ártico son un grupo de tres osos polares. También se exhiben en la zona oso de anteojos, oso negro y león marino de California, mientras que cerca se encuentra una exposición llamada bosque de lobos, que muestra lobos y nutrias de río norteamericanas.

### Vida salvaje del Canon
Esta área muestra a animales tales como el caballo Przewalski, Takin, Emu, Camello bactriano, potamoquero rojo y rinoceronte de Sumatra. El zoo de Cincinnati es uno de los dos zoológicos de los Estados Unidos que mantienen al rinoceronte de Sumatra en su colección.

### Alas del mundo
Una exhibición de interior que muestra la mayoría de las especies de aves del zoo de Cincinnati, incluyendo al Guacamayo Azulamarillo, gura victoria, cálao rinoceronte, cucaburra, periquito amarillo, frailecillo corniculado, corocora, martín pescador de vientre azul, pingüino de penacho amarillo, pingüino rey y varios otros.

## Centro para la conservación y la investigación de la vida silvestre amenazada (CREW)
El zoológico de Cincinnati ha estado muy activo en la crianza de animales para ayudar a salvar a las especies, comenzando ya en 1880 con la primera eclosión de un cisne trompetero en un zoológico, así como cuatro palomas migratorias. Esto fue seguido en 1882 con el primer bisonte americano nacido en cautiverio.
En 1981 fue creado en el zoo el Carl H. Lindner Jr. Family Center for Conservation and Research of Endangered Wildlife con el fin de utilizar la ciencia y la tecnología para comprender, preservar y propagar la flora y fauna en peligro de extinción y facilitar la conservación de la biodiversidad mundial.
En su "Frozen Zoo" (zoo congelado) juega un papel importante. En ella se almacenan más de 2.500 ejemplares que representan aproximadamente el 60 animales y 65 especies vegetales.